# Сезенево (Зуевский район)
Сезенево — село в Зуевском районе Кировской области, административный центр Сезеневского сельского поселения.

## География
Село расположено в 9 км на северо-запад от райцентра Зуевки. На 2017 год в Сезенево числится 5 улиц.

## История
В начале XVII века на месте нынешнего села стоял Сезеневский починок, в котором вскоре после дозора князя Звенигородского в 1615 году была поставлена церковь во имя Страстотерпца Георгия. По дозорной книге Доможирова 1629 года в Чистянском стане на реке Чепце значится погост, а на погосте — церковь святого мученика страстотерпца Георгия с трапезою. Этот погост с Георгиевской церковью значится и в переписной книге Отяева в 1646 года. По переписной книге Караулова в 1654 года значится погост Сезеневский. Около 1648 года близ теплой Георгиевской церкви была срублена холодная в честь Казанской иконы Божией Матери. В 1686 году были две деревянные церкви, каждая с двумя приделами, в честь Казанской иконы Божией Матери, Михаила Архангела, Николая Чудотворца и Георгия Победоносца. Одна церковь была теплая, другая – холодная. Тогда же прихожане предложили поставить вместо ветхой церкви новую деревянную церковь. Через несколько лет, но не ранее 1693 года, к которому относится выданная преосвященным Ионою храмозданная грамота от 13 марта 1693 года, была построена теплая церковь в честь Казанской иконы Божией Матери вместо обветшавшей Георгиевской церкви. По благословению владыки Варфоломея начато строительство вместо ветхой деревянной церкви каменной церкви в честь Казанской иконы Божией Матери с приделом во имя святого великомученика Георгия – храмозданная грамота была дана 10 апреля 1766 года за № 487. Каменная Георгиевская церковь была построена в 1767 году — это самая древняя постройка района – и за построением этой церкви старую деревянную разобрали (указ № 18 от 7 января 1768 года). Холодный придел был освящен в 1770 году в честь Казанской иконы Божией Матери, теплый — освящен 23 сентября 1767 года во имя великомученика Георгия. Приход состоял из 48 селений. В 1873 году теплый Георгиевский храм расширен – добавился еще один придел, правый, во имя Николая Чудотворца Можайского, освящен 28 сентября 1881 года; левый придел во имя великомученика Георгия освящен 13 ноября 1873 года. В селе имелись мужская земская и церковно-приходская женская школы.
В конце XIX — начале XX века село являлось центром Сезеневской волости Слободского уезда. В списках населённых мест 1859—73 годов в селе числилось 20 дворов и почтовая станция, в деревне Сезеневской (Белиничи) — 7 дворов и 114 жителей. По переписи 1926 года в селе Сезенево числилось 49 хозяйств, в деревне Белянинцы — 18 хозяйств и 102 жителя.
До 2016 года в селе действовала основная общеобразовательная школа.

## Население
| 1710 | 1763 | 1873 | 1891 | 1905 | 1926 | 1950 |
| ---- | ---- | ---- | ---- | ---- | ---- | ---- |
| 5    | ↗33  | ↗123 | ↘47  | ↗118 | ↘84  | ↗240 |
| 1989 | 2002 | 2010 |      |      |      |      |
| ↗422 | ↘324 | ↘213 |      |      |      |      |

## Инфраструктура
В селе имеются фельдшерско-акушерский пункт, отделение почтовой связи, дом культуры.

## Достопримечательности
В селе расположена Георгиевская церковь постройки 1766 года.